# Instytut Romana Dmowskiego w Nowym Jorku
Instytut Romana Dmowskiego w Nowym Jorku – polska emigracyjna placówka istniejąca od 1961 do 2000 w Nowym Jorku. Była to instytucja naukowa. Zajmowała się badaniem stosunków międzynarodowych historii najnowszej ze szczególnym podkreśleniem walk o wolność i niepodległość narodu polskiego, stosunków polsko-amerykańskich oraz wysiłków Amerykanów polskiego pochodzenia na rzecz sprawy odzyskania niepodległości.

## Historia i działalność
Inicjatorem jego powołania był Wojciech Wasiutyński. 27 kwietnia 1961 roku zarejestrował Instytut, sygnowany przez Zarząd i Radę Dyrektorów. Skład Zarządu tworzyli: Wojciech Wasiutyński (prezes), Bohdan Gajewicz (wiceprezes), Stefan Jankowski (sekretarz), Stanisław Nieciecki (skarbnik). W skład Rady Dyrektorów weszli: Edmund Buczkowski, Adam Gawlikowski, H. Jaracz, K. Jaskólski, Franciszek Jelonkiewicz, Tadeusz Kołodyński, L. Kopeć, Szczepan Kotowicz, Jan Kanty Miska, Stanisław Mościński, Adam Niebieszczański, Tadeusz Popławski, Bronisław Rosiak, Stanisław Rzetelski, Alfons Sergot, S. Szlachetka i Jan Wawrzków. W 1966 roku Zarząd został znacznie rozszerzony. Funkcję wiceprezesów (oprócz Bohdana Gajewicza) – sprawowali: Adam Niebieszczański i Tadeusz Romer. Sekretarzem generalnym w latach 1966–1967 był Stanisław Rzetelski. Siedzibą Instytutu był lokal Stowarzyszenia Weteranów Armii Polskiej w Nowym Jorku. Aktywność Instytutu Dmowskiego opierała się na działaczach emigracyjnego Stronnictwa Narodowego, posiadającego swoje struktury we wszystkich skupiskach Polonii amerykańskiej. Instytut gromadził materiały historyczne, prowadził akcję odczytową oraz działalność wydawniczą. 4 listopada 2000 roku Instytut Romana Dmowskiego w Nowym Jorku został rozwiązany. Fundusze, które pozostały po Instytucie przekazane zostały Społecznemu Komitetowi Uczczenia Pamięci Romana Dmowskiego w Warszawie z przeznaczeniem na budowę jego pomnika.